# Franz Kössler (Biophysiker)
Franz Kössler (* 29. Dezember 1931 in Ketzelsdorf, heute Koclířov; † 29. September 2020 in Berlin) war ein deutscher Wissenschaftler und Autor. Von 1958 bis zu seinem Ruhestand 1996 war Kössler im Zentralinstitut für Arbeitsmedizin der DDR und der Bundesanstalt für Arbeitsschutz und Arbeitsmedizin in Berlin-Lichtenberg als Forschungsgruppenleiter tätig.

## Leben
Franz Kössler wurde 1945 nach Ende des Zweiten Weltkrieges aus seinem Geburtsort im Sudetenland vertrieben. Auf der Flucht im Güterwaggon und zu Fuß verlor er seine Mutter und kam zusammen mit drei noch jüngeren Geschwistern im Fläming bei Berlin an. Dort arbeitete er zunächst als Knecht in der Landwirtschaft. So war er ab 1945 für fünf Jahre in der Landwirtschaft in Jeserig bei Wiesenburg tätig und besuchte für ein Jahr eine Fachschule für Landwirtschaft. Von 1951 bis 1953 war er für sein Abitur an der Arbeiter- und Bauern-Fakultät Potsdam. Anschließend studierte er an der Humboldt-Universität zu Berlin Biologie. Sein Diplom schloss er 1958 bei Professor Wolfgang Müller-Stoll in Potsdam an der Brandenburgischen Landeshochschule Potsdam ab. Seine Diplomarbeit schrieb er über den Einfluss ätherischer Öle auf den Wasserhaushalt von Pflanzen.
1958 wurde er Forschungsgruppenleiter der biomedizinischen Forschung am Zentralinstitut für Arbeitsmedizin. Seine Promotion über Strahlenbiologie schloss er 1963 ab. Sechs Jahre später habilitierte er sich mit einer Arbeit über Leuchtbakterien und erhielt die facultas docendi. Für seine Arbeiten erhielt er gemeinsam mit Gustav Caffier den Johannes-Müller-Preis der Gesellschaft für Experimentelle Medizin der DDR.
Kössler hielt Vorlesungen an der Humboldt-Universität zu Berlin zur Umweltbiophysik und brachte dazu 1984 ein viel beachtetes Lehrbuch heraus, das viele Jahre Standardwerk in der Ausbildung von Biophysikern war. Kössler hielt etwa 135 wissenschaftliche Vorträge in 19 Staaten und 51 Städten.
Nach der Wende war er ab 1990 Arbeitsgruppenleiter an der Bundesanstalt für Arbeitsschutz und Arbeitsmedizin. Sein neues Arbeitsgebiet wurden Muskel-Skeletterkrankungen.
1996 ging er in den Ruhestand und war seitdem als Gutachter tätig. Kössler veröffentlichte im Ruhestand eine Reihe historischer Bücher, darunter Lebensbilder, ein umfangreiches Kompendium von Persönlichkeiten aus ehemals deutschsprachigen Gebieten.
Dem Botaniker Franz Kössler zu Ehren wurde eine Pflanze der Gattung Suessenguthia Acanthaceae Suessenguthia koessleri benannt.
Franz Kössler war ab 1956 verheiratet und hatte drei Kinder.

## Veröffentlichungen
- Untersuchungen über den Einfluß ätherischer Öle auf Wasseraufnahme und Wasserabgabe bewurzelter und abgeschnittener Pflanzen. Berlin, Humboldt-Universität, Math.-Naturwiss. Fak., Diplomarbeit 1958, 98 S.
- Atmung und Photosynthese von Chlorella unter Gammabestrahlung. Berlin, Humboldt-Universität, Math.-Naturwiss. Fak. Diss. 1963/64, 76 S. und 21 S. mit Abb.
- Physiologische Studien zur Biolumineszenz. Berlin, Humboldt-Universität, Sektion Biologie, Hab.-Schrift 1969, Bd.  1 Textteil 220 S., Bd.  2, 87 Abbildungen, 90 S.
- Strahlenwirkung und Strahlenschutz. Ziemsen, Lutherstadt-Wittenberg (Die neue Brehm-Bücherei, 376), 1967, 129 S., 57 Abb.
- Umweltbiophysik. Akademie-Verlag, Berlin, 1984, 310 S., 86 Abb.
- Herausgeber mit Ekkehard Höxtermann: Zur Geschichte der Botanik in Berlin und Potsdam : Wandel und Neubeginn nach 1945, Berlin 1999
- Ein Denkmal für Ketzelsdorf – Bilder aus der Heimat und Erlebnisse auf den Wegen eines Wissenschaftlers. Verlag NORA (Book-on-Demand-Verlag), Berlin 2003, 467 S.
- Osteuropäische Landschaften – Streifzüge durch ehemals deutschsprachige Landschaften. Verlag Mein Buch (Selbstkostenverlag), Hamburg 2004, 355 S.
- Landschaften in Osteuropa. Novum Verlag, Neckenmarkt, Wien, München 2006, 377 S.
- Die Nachfahren des Lokators. Geschichte und Geschichten aus dem Schönhengstgau. Gerhard Hess Verlag, Bad Schussenried 2009, 299 S.
- Verlorene und neue Heimat – Wege eines Naturwissenschaftlers. In: J.F. Huffmann (Hrsg.): Damals war’s, Zeitzeugen erzählen aus ihrem Leben. Verlag Frieling, Berlin 2004, 110–120.
- Das Mutterliebe-Denkmal in Zwittau. In: J.F. Huffmann (Hrsg.): Damals war’s, Zeitzeugen erzählen aus ihrem Leben. Verlag Frieling, Berlin 2006, 121–126.
- Sprachinseln im böhmisch-mährischen Raum – Erinnerungen an das Sudetenland. In: J.F. Huffmann (Hrsg.): Damals war’s, Zeitzeugen erzählen aus ihrem Leben. Verlag Frieling, Berlin 2008, 192–196.
- Deutsch-russische Begegnungen – Kleine Geschichten aus den Jahren zwischen 1940 und 1990. In: J.F. Huffmann (Hrsg.): Damals war’s, Zeitzeugen erzählen aus ihrem Leben. Verlag Frieling, Berlin 2010, 121–125.
- Brachte sein Institut zum Blühen. Der Botaniker Wolfgang R. Müller-Stoll wäre 2009 hundert Jahre alt geworden. Portal – Die Potsdamer Universitätszeitung, Mai 2009.
- Lebensbilder. Persönlichkeiten aus ehemals deutschsprachigen Gebieten in Europa. Osteuropazentrum Berlin-Verlag, 2014, ISBN 978-3942437233.